# Klaus Vöhringer
Klaus Vöhringer (* 1. Juni 1951 in Wittlingen) ist ein ehemaliger deutscher Fußballspieler und heutiger Fußballtrainer.

## Karriere
Vöhringer begann seine Profilaufbahn 1972 in Reutlingen beim SSV, wohin er vom TSV Urach kam. Er wechselte 1973 nach 22 Spielen und fünf Toren in der Fußball-Regionalliga Süd für den SSV Reutlingen zum FC Augsburg. Mit Augsburg spielte er in der Regionalliga Süd und ab Einführung der 2. Bundesliga in dieser.  Für Augsburg kam er in 124 Spielen auf 35 Tore. Zur Saison 1977/78 wechselte Vöhringer zum Bundesligisten TSV 1860 München. Mit den Löwen, die gerade in die Bundesliga aufgestiegen waren, folgte für Vöhringer der direkte Wiederabstieg. Er blieb in München und spielte ein weiteres Jahr in der 2. Bundesliga; zu Saisonende wurde der erste Platz belegt, womit der Wiederaufstieg perfekt war. Im Sommer 1979 wechselte er zum Schweizer Klub FC Biel-Bienne, wo er noch bis 1987 aktiv war.
Seit Oktober 2012 trainiert er den TSV Wittlingen.